# بابی‌کندی
بابی کندی یک روستا در ایران است که در دهستان اجارود شمالی واقع شده‌است. بابی کندی 48 نفر جمعیت دارد